# Ramesodes oblonga
Ramesodes oblonga är en fjärilsart som beskrevs av Emilio Berio 1976-1977 [1977. Ramesodes oblonga ingår i släktet Ramesodes och familjen nattflyn. Inga underarter finns listade.